# Anna Jagiellonka (1515–1520)
Anna Jagiellonka (ur. 1 lipca 1515 w Krakowie, zm. 8 maja 1520 tamże) – królewna polska.
Była drugą córką ze związku króla Polski i wielkiego księcia litewskiego Zygmunta Starego i jego pierwszej żony Barbary Zapolya. Zmarła w wieku 5 lat i została pochowana 25 maja 1520.

## Literatura
- Wdowiszewski Z., Genealogia Jagiellonów i Domu Wazów w Polsce, Kraków 2005, ISBN 83-918497-2-4, s. 140-141.